# Ansan Greeners FC
Der Ansan Greeners Football Club ist ein Fußballfranchise aus Ansan, Südkorea. Das Team spielt in der K League 2, der zweithöchsten Spielklasse Südkoreas. Der Verein ging größtenteils aus dem Franchise Ulsan Hyundai Mipo Dockyard Dolphin FC hervor, das an der Korea National League teilnahm und sich 2016 aufgelöst hatte.

## Geschichte

### Gründung
Das Franchise wurde im Jahr 2016 gegründet und spielt ab der Saison 2017 in der K League Challenge. Da die Stadtverwaltung Ansans den Kooperationsvertrag mit der Armee nicht weiter verlängerte, wurde Ende 2016 Ansan Mugunghwa FC aufgelöst. Die Stadt wollte einen Verein, der in die K League Classic aufsteigen konnte. Daher beschloss man, einen neuen Verein zu gründen. Am 6. Dezember 2016 gab die Stadt bekannt, wie der Verein heißen wird. Seit dem 6. Dezember heißt der Verein offiziell Ansan Greeners FC. Erster Trainer des Vereins wurde Lee Heung-sil, der vorher Trainer von Ansan Mugunghwa FC gewesen war.

### Lee Heung-sil-Ära (2017–2018)
Unter Lee Heung-sil konnte der Verein gleich am ersten Spieltag gegen Daejeon Citizen mit 2:1 gewinnen. Im Verlauf der Saison konnte der Verein allerdings keine große Rolle in der Challenge spielen und rutschte immer weiter ab. Die Saison beendete man auf den 9. Platz. Im Pokal schied man in der 1. Runde aus. In der 3. Runde des Korean FA Cups traf man auf Gangneung FC, verlor allerdings in Gangneung im Elfmeterschießen mit 0:1. Für die zweite Spielzeit verpflichtete man neue Spieler, mit denen man das Ziel der Play-off-Spiele erreichen wollte. Der Saisonstart 2018 verlief sehr gut. Der Verein stand bis zum 9. Spieltag auf einem Play-off-Platz, ehe man danach Stück für Stück bis auf den letzten Tabellenplatz abrutschte. Am 21. August 2018 zog der Verein die Reißleine und beurlaubte Lee Heung-sil. Lee Yeong-min übernahm interimsweise den Posten des Trainers, aber auch er konnte keine Wende einleiten, sodass er am 30. September 2018 von seinen Aufgaben als Interimstrainer entbunden wurde und wieder Co.-Trainer war. Der Verein verpflichtete den Trainer Im Wan-seob. Unter seiner Leitung konnte der Verein noch auf Tabellenplatz 8 hochklettern. Im Pokal lief es für den Verein besser. In der ersten Runde traten sie zuhause gegen die Suwon-Universität an und konnten diese mit 7:0 schlagen. In der anschließenden Runde verloren sie allerdings gegen den Ligakonkurrenten Asan Mugunghwa FC in der Verlängerung mit 0:1.

### Gegenwart (2019-)
Unter Im Wan-seob wurde der Kader umgekrempelt. So verpflichtete man neue ausländische Spieler und gute einheimische Spieler. Im Wan-seob musste allerdings kurz nach Saisonbeginn schon einen Rückschlag hinnehmen. So verlor man überraschend im Pokal gegen den Viertligisten Hwaseong FC mit 2:3 und schied somit sehr früh schon aus.

## Historie-Übersicht
| Saison | Liga               | Kl. | Vereine | Spiele | Pl. | S  | U  | N  | Tore  | Pkt. | KFA Cup       | K-League-Play-off  | Trainer                                                                               |
| 2017   | K League Challenge | 2   | 10      | 36     | 9.  | 7  | 12 | 17 | 36:54 | 33   | 3. Hauptrunde | Nicht Qualifiziert | Lee Heung-sil                                                                         |
| 2018   | K League 2         | 2   | 10      | 36     | 9.  | 10 | 9  | 17 | 32:45 | 39   | 4. Hauptrunde | Nicht Qualifiziert | Lee Heung-sil (-08.2018) Lee Yeong-min (Interim) (08.–09.2018) Im Wan-seob (09.2018-) |
| 2019   | K League 2         | 2   | 10      | 36     | 5.  | 14 | 8  | 14 | 46:42 | 50   | 3. Hauptrunde | Nicht Qualifiziert | Im Wan-seob                                                                           |
| 2020   | K League 2         | 2   | 10      | 27     | 7.  | 7  | 7  | 13 | 18:34 | 28   | 3. Hauptrunde | Nicht Qualifiziert | Kim Gil-shik                                                                          |
| 2021   | K League 2         | 2   | 10      | 36     | 7.  | 11 | 10 | 15 | 37:49 | 43   | 3. Hauptrunde | Nicht Qualifiziert | Kim Gil-shik (-09.2021) Min Dong-seong (Interim) (09.–12.2021)                        |
| 2022   | K League 2         | 2   | 11      | 40     |     |    |    |    | -:-   |      | 2. Hauptrunde |                    | Jo Min-guk (-07.2022) Im Jong-heon (Interim) (07.–08.2022) Im Jong-heon (08.2022-)    |

## Trikot-Geschichte
- Ausstatter:  Kelme (2017–2018)
- Ausstatter:  Lupo Finta (2019–heute)

| 2017–2018 · Heim | 2017–2018 · Auswärts |  |

| Seit 2019 · Heim | Seit 2019 · Auswärts |  |

## Die zweite Mannschaft
Die zweite Mannschaft (umgangssprachlich und vereinsintern Ansan Greeners FC II) ist ebenfalls eine Profimannschaft und spielt seit 2017 in der südkoreanischen Reserveliga. Große Erfolge in der Reserveliga konnte man allerdings bisher nie feiern.
Ihre erste Spielzeit schloss die Reservemannschaft auf den 11. Tabellenplatz ab. In der darauffolgenden Saison erreichte der Verein einen Unteren-5. Tabellenplatz.
Die Heimspiele werden meist im Ansan-Wa~-Ersatzstadion ausgetragen.

## Die U18-Mannschaft
Die U18-Mannschaft (umgangssprachlich und vereinsintern Ansan Greeners FC-U18) ist die U18-Mannschaft und spielt seit 2017 in der südkoreanischen K League Junior. Große Erfolge konnte man bisher allerdings in der Jugendliga nie feiern.
Die erste Spielzeit schloss man als Letzter in der Hinrunde 2017 ab. Dabei konnte die U18-Mannschaft keinen Punkt gewinnen. Die Rückrunde schloss die U18-Mannschaft erneut auf dem letzten Platz ab, allerdings konnte die Mannschaft mit einem Sieg die Rückrunde beenden. Im Ligapokal schloss der Verein in der Gruppe E auf Platz 2 ab und konnte sich für die K.O.-Runde qualifizieren. Dort verlor man gegen die U18 vom FC Seoul. 2018 verlief besser. Die U18-Mannschaft erreichte in der Hinrunde den vorletzten Platz. Die Rückrunde schloss man erneut auf dem vorletzten Platz ab. Im Ligapokal schied man vorzeitig in der Gruppenphase aus dem Wettbewerb aus.
Die Heimspiele werden meist im Ansan-Jugendsportplatz B ausgetragen.

## Stadion
| Stadion | Name              | Eigentümer            | Eröffnung | Nutzungszeitraum | Nutzungszeitraum |
| Stadion | Name              | Eigentümer            | Eröffnung | Von              | Bis              |
| ------- | ----------------- | --------------------- | --------- | ---------------- | ---------------- |
|         | Ansan-Wa~-Stadion | Stadtverwaltung Ansan | 2007      | 2017             | Bis jetzt        |

## Fanszene
Die Fanszene besteht aus einer aktiven Fangruppierung, der Verdor, die 2017 mit der Gründung von Ansan Greeners FC ebenfalls gegründet wurde. Sie besteht aus 50 bis 100 aktiven Fans.

### Rivalität
Die Fans von Ansan haben zurzeit drei aktive Rivalen, zum einen mit Seongnam FC, zum zweiten mit den FC Anyang und zum dritten mit Siheung Citizen FC. Vereinsfreundschaften mit anderen Vereinen pflegt die Fanszene nicht.
- Linie-4-Derby

Das Linie-4-Derby ist vor allem ein geografisches Derby (aufgrund ihrer Nähe). Brisanz bekam das Derby, als die Bürgermeister beider Städte miteinander Wetten eingingen, welche Stadt das bessere Team hätte. Das Derby gilt in der K League 2 als das zuschauerstärkste Derby.
- Seohae-Linie-Derby

Das Seohae-Linie-Derby ist ein Nachbarschaftsderby zwischen der Stadt Ansan und der Stadt Siheung, die direkt nebeneinander liegen. In der 2. Hauptrunde des Korean FA Cups 2020 empfing zum ersten Mal die Ansan Greeners, den Siheung Citizen FC und konnte diese mit 3:0 schlagen. Beide Fanlager gelten als verfeindet.